# 1454
| [ Edytuj tabelę ]                          | |
| Król Polski                                | - 1447 Kazimierz IV Jagiellończyk 1492 |
| Książę Albanii                             | - 1443 Skanderbeg 1468 - 1446 Lekë Dukagjini 1481 |
| Współksiążęta Andory                       | - 1437 Arnau Roger de Pallars 1461 - 1436 Gaston IV 1472 |
| Król Anglii                                | - 1422 Henryk VI 1461 |
| Król Aragonii i Walencji, hrabia Barcelony | - 1416 Alfons V Aragoński 1458 |
| Władca Azteków                             | - 1440 Montezuma I 1468 |
| Elektor Brandenburgii                      | - 1440 Fryderyk II Żelazny 1471 |
| Książę Bawarii-Landshut                    | - 1450 Ludwik IX Bogaty 1479 |
| Książę Bawarii-Monachium                   | - 1438 Albert III 1460 |
| Książę Burgundii                           | - 1419 Filip III Dobry 1467 |
| Sułtan Brunei                              | - 1433 Sulaiman 1473 |
| Cesarz Chin                                | - 1449 Jingtai 1457 |
| Król Cypru                                 | - 1432 Jan II 1458 |
| Król Czech                                 | - 1440 Władysław Pogrobowiec 1457 |
| Król Danii                                 | - 1448 Chrystian I 1481 |
| Dalajlama                                  | - 1391 Gendun Drup 1474 |
| Władca Egiptu                              | - 1453 Al-Aszraf Inal 1461 |
| Cesarz Etiopii                             | - 1434 Zara Jaykob Konstantyn 1468 |
| Król Francji                               | - 1422 Karol VII 1461 |
| Król Gruzji                                | - 1446 Jerzy VIII 1465 |
| Hrabia Holandii                            | - 1433 Filip III Dobry (z Burgundii) 1467 |
| Władca Inków                               | - 1438 Pachacutec 1471 |
| Cesarz Japonii                             | - 1428 Go-Hanazono 1464 |
| Kalif                                      | - 1451 Al-Ka’im 1455 |
| Król Kastylii i Leónu                      | - 1406 Jan II Kastylijski 1454 - 1454 Henryk IV 1474 |
| Patriarcha Konstantynopola                 | - 1453 Gennadiusz II Scholar 1456 |
| Władca Korei                               | - 1452 Danjong 1455 |
| Wielki książę litewski                     | - 1440 Kazimierz IV Jagiellończyk 1492 |
| Cesarz Majapahitu                          | - 1453 bezkrólewie 1456 |
| Sułtan Maroka                              | - 1421 Abdulhak II 1465 |
| Książę Mediolanu                           | - 1450 Franciszek I 1466 |
| Senior Monako                              | - 1436 Jan I 1454 - 1454 Catalan 1457 |
| Wielki książę moskiewski                   | - 1425 Wasyl II Ślepy 1462 |
| Król Nawarry                               | - 1441 Jan II Aragoński 1479 |
| Król Norwegii                              | - 1450 Chrystian I 1481 |
| Sułtan Omanu                               | - 1451 Umar ibn al-Chattab 1490 |
| Elektor Palatynatu                         | - 1449 Fryderyk I 1476 |
| Papież                                     | - 1447 Mikołaj V 1455 |
| Król Portugalii                            | - 1438 Alfons V 1481 |
| Cesarz Rzymski (niemiecki)                 | - 1440 Fryderyk III Habsburg 1493 |
| Kapitanowie Regenci San Marino             | - 1453 Menghino di Francesco Calcigni Filippo di Antonio Madroni 1454 - 1454 Bartolo di Antonio Tegna Girolamo di Francesco Belluzzi 1454 - 1454 Cecco di Giovanni da Valle Francesco di Giuliano Righi 1455 |
| Despota Serbii                             | - 1429 Jerzy I Branković 1456 |
| Elektor Saksonii                           | - 1428 Fryderyk II Łagodny 1464 |
| Król Szkocji                               | - 1437 Jakub II 1460 |
| Król Szwecji                               | - 1448 Karol Knutsson Bonde 1457 |
| Król Tajlandii                             | - 1448 Borommatrailokkanat 1488 |
| Sułtan Turków                              | - 1451 Mehmed II Zdobywca 1481 |
| Doża Wenecji                               | - 1423 Francesco Foscari 1457 |
| Król Węgier                                | - 1444 Władysław Pogrobowiec 1457 |
| Cesarz Wietnamu                            | - 1442 Lê Nhân Tông 1459 |
| Wielki mistrz zakonu krzyżackiego          | - 1450 Ludwig von Erlichshausen 1467 |

Rok 1454 / MCDLIV
stulecia: XIV wiek ~
XV wiek ~
XVI wiek

lata: 1444 «
1449 «
1450 «
1451 «
1452 «
1453 «
1454
» 1455
» 1456
» 1457
» 1458
» 1459
» 1464

## Wydarzenia w Polsce
- Początek wojny trzynastoletniej.
- 3 lutego – Iława i Ostróda wstąpiły do antykrzyżackiego Związku Pruskiego.
- 4 lutego – wybuch powstania antykrzyżackiego w Toruniu; początek wojny trzynastoletniej.
- 5 lutego – Gdańsk: wybuchło powstanie przeciwko Krzyżakom. Zajęto Wielki Młyn na Starym Mieście - wypowiedziano posłuszeństwo Zakonowi.
- 10 lutego – Kazimierz Jagiellończyk poślubił w Krakowie Elżbietę Rakuszankę, córkę Albrechta II Habsburga.
- 11 lutego – Gdańsk: komtur zamkowy Pfersfelder przekazał cały zamek radzie gdańskiej. Skończył się okres panowania Krzyżaków w Gdańsku po 145 latach i 3 miesiącach.
- 12 lutego – Elblążanie opanowali zamek krzyżacki w swoim mieście.
- 21 lutego – król Kazimierz Jagiellończyk kupił od księcia Jana IV księstwo oświęcimskie.
- 6 marca – król Kazimierz IV Jagiellończyk wydał przywilej inkorporacyjny, mocą którego Prusy i Pomorze Gdańskie wcielono do Polski.
- 19 marca – po dwóch latach konfliktu mieszkańcy księstwa oświęcimskiego złożyli hołd Kazimierzowi Jagiellończykowi.
- 22 kwietnia – przedstawiciele szlachty i reprezentanci wszystkich miast pruskich złożyli królowi polskiemu przysięgę wierności na ręce biskupa Andrzeja z Bnina, oprócz biskupów pruskich którzy odłożyli złożenie przysięgi do czasu przybycia do prowincji pruskich króla Kazimierza Jagiellończyka[1].
- 1 maja-8 maja – w Łęczycy obradował sejm walny[2].
- 9 czerwca – Elblążanie na opanowanym zamku krzyżackim składają hołd królowi Kazimierzowi Jagiellończykowi.
- 16 czerwca – Gdańsk uzyskał wielki przywilej podporządkowujący Głównemu Miastu, Osiek, Młode i Stare Miasto oraz uzyskał monopol wyłączności praw miejskich w promieniu 5 mil (tj. 30-40 km) i gwarancję, że na tym obszarze nie będzie zbudowany żaden zamek.
- 15 września – Kazimierz Jagiellończyk wydał przywilej cerekwicki.
- 18 września – wojna trzynastoletnia: zwycięstwo wojsk krzyżackich w bitwie pod Chojnicami.
- 9 października - wojna trzynastoletnia: układ w Malborku pomiędzy władzami Zakonu a krzyżackimi wojskami najemnymi[3].
- październik - krzyżackie wojska zaciężne zdobyły zamek w Kurzętniku nad Drwęcą
- 12 listopada – Kazimierz Jagiellończyk wydał w Nieszawie statut, na mocy którego wszelkie ważne decyzje państwowe były uzależnione od szlacheckich sejmików (Statuty nieszawskie).
- Gdańsk przystąpił do wojny trzynastoletniej po stronie Królestwa Polskiego.
- Wąchock otrzymał prawa miejskie.
- obradował Sejm Wielkiego Księstwa Litewskiego w Brześciu[4].

## Wydarzenia na świecie
- 9 kwietnia – Mediolan i Wenecja zawarły pokój w Lodi.

## Urodzili się
- 9 marca – Amerigo Vespucci, włoski podróżnik i odkrywca (zm. 1512)
- 28 maja lub 29 maja – Bogusław X Wielki, książę szczeciński, słupski i wołogojski (zm. 1532)

- Data dzienna nieznana: 
  - Katarzyna Cornaro – ostatnia panująca królowa Cypru (zm. 1510)
  - Aleksy Skantarios Komnen – książę trapezuncki (zm. 1463)

## Zmarli
- 4 marca – Hynek Krušina z Lichtenburka, czeski szlachcic i dowódca husycki (ur. 1392)
- 20 lipca – Jan II, król Kastylii i Leónu (ur. 1405)
- 18 września – Rudolf, książę żagański (ur. ok. 1414)